# Listă de conducători de stat din 980
976 - 977 - 978 - 979 - 980 - 981 - 982 - 983 - 984
Aceasta este o listă a conducătorilor de stat din anul 980:

## Europa
- Amalfi: Manso I (duce, 966-1004; ulterior, principe de Salerno, 981-983)
- Anglia: Ethelred (rege din dinastia Saxonă, 978-1013, 1014-1016)
- Anjou: Geoffroi I Grisegonelle (conte, cca. 960-987)
- Aquitania: Guillaume al IV-lea cel Lăudăros (duce, 963-990)
- Armenia, statul Ani: Sămbat al II-lea Tiezerakagh (977-989/990)
- Armenia, statul Kars: Mușegh (rege din dinastia Bagratizilor, 961/962-984)
- Armenia, statul Lori: Gurghen I (rege din dinastia Bagratizilor, 972/980-989/991)
- Armenia, statul Siunik: Sămbat al II-lea (rege din dinastia Bagratizilor, 963/970-cca. 998)
- Armenia, statul Vaspurakan: Așot-Isaak (Sahak) (rege din dinastia Ardzruni, 972-983)
- Austria: Leopold (Liutpold) I (margraf din dinastia Babenberg, 976-994)
- Bavaria: Otto I (duce din dinastia Saxonă-Liudolfingii, 976-982)
- Benevento: Pandulf I Cap de Fier (principe, 961-981; ulterior, duce de Spoleto, 967-981; ulterior, principe de Salerno, 978-981) și Landulf al IV-lea (co-principe, 968-981; ulterior, duce de Spoleto, 981-982)
- Bizanț: Vasile al II-lea Bulgaroctonul (împărat din dinastia Macedoneană, 976-1025)
- Brandenburg: Dietrich von Haldensleben (margraf, 965-985)
- Bretagne: Dreu (Drogon) (conte, 952-980) și Suerech (conte, 980-985)
- Bulgaria apuseană: Roman (țar, 977-997)
- Burgundia: Henric I cel Mare sau cel Venerabil (duce din linia Robertină a dinastiei Capețienilor, 965-1002)
- Castilia: Garcia Fernandez (conte, 970-995)
- Cehia: Boleslav al II-lea cel Pios (cneaz din dinastia Premysl, 967 sau 972-999)
- Champagne: Herbert al II-lea cel Bătrân (conte din casa de Vermandois, 966-982)
- Cordoba: Abu'l-Ualid Hișam al II-lea al-Muayyad ibn al-Hakam (calif din dinastia Omeiazilor, 976-1009, 1010-1013)
- Croația: Ștefan Drzislav (rege din dinastia Trpimirovic, cca. 969-997)
- Danemarca: Harald I Blaatand (rege din dinastia lui Grom, cca. 940-cca. 986)
- Flandra: Arnulf al II-lea (conte din dinastia lui Balduin, 964 sau 965-988)
- Franța: Lothar (rege din dinastia Carolingiană, 954-986)
- Gaeta: Marin al II-lea (duce, 978-984) și Ioan al III-lea (co-duce, 979-984; apoi, duce, 984-1008 sau 1009)
- Germania: Otto al II-lea cel Roșu (rege din dinastia de Saxonia-Liudolfingii, 973-983; totodată, împărat occidental, 973-983)
- Gruzia, statul Abhazia: Bagrat al II-lea (978/979-1014; ulterior, rege în Khartlia, 1001-1014; ulterior, rege al Gruziei, 1008-1014)
- Gruzia, statul Tao-Klardjet: Bagrat al II-lea cel Simplu (rege din dinastia Bagratizilor, 958-994)
- Hainaut: Regnier al IV-lea (conte, 973-1013)
- Imperiul occidental: Otto al II-lea cel Roșu (rege din dinastia de Saxonia-Liudolfingii, 973-983; totodată, rege al Germaniei, 973-983)
- Italia: Romanos (catepan bizantin, înainte de 982, 985-988)
- Ivrea: Conrad (margraf din familia Anscarizilor, 970-cca. 990; anterior, conte de Ventimiglia și de Milano)
- Kiev: Iaropolk I Sveatoslavici (mare cneaz din dinastia Rurikizilor, 972 sau 973-980) și Vladimir I Sveatoslavici (mare cneaz de Kiev, 980-1015)
- Leon: Ramiro al III-lea (rege, 966-981)
- Lorena Inferioară: Carol I (duce din dinastia Carolingiană, 976-991)
- Lorena Superioară: Thierry (Dietrich) I (duce din casa de Bar, 978-1026/1027)
- Luxemburg: Siegfried (conte, 963-987)
- Montferrat: Oddone I (margraf din casa lui Aleramo, ?-?) (?)
- Muntenegru, statul Zeta: Petru (Petrislav) (principe, după 976-înainte de 998)
- Navarra: Sancho al II-lea Garces Abarca (rege din dinastia Jimenez, 970-994)
- Neapole: Sergius al III-lea (sau al IV-lea) (duce, 977-999)
- Normandia: Richard I (duce, 942-996)
- Norvegia: Haakon Sigurdsson (jarl, cca. 970-cca. 995)
- Olanda: Dirk al II-lea (conte, ?-988) (?)
- Polonia: Mieszko I (cneaz din dinastia Piasti, cca. 960-992)
- Salerno: Pandulf I Cap de Fier (principe, 978-981; anterior, principe de Benevento, 961-981; totodată, duce de Spoleto, 967-981)
- Saxonia: Bernhard I (duce din dinastia Billungilor, 973-1011)
- Scoția: Kenneth al II-lea (rege, 971-995)
- Serbia: Ljutomir (jupan din dinastia lui Tihomilj, înainte de 971-1018; mare jupan, din 998)
- Sicilia: Abū l-Qāsim ʿAlī ibn al-Ḥasan (emir din dinastia Kalbizilor, 969-982)
- Spoleto: Pandulf I Cap de Fier (duce, 967-981; totodată, principe de Benevento, 961-981; ulterior, principe de Salerno, 978-981)
- Statul papal: Benedict al VII-lea (papă, 974-983)
- Suedia: Erik Victoriosul (rege, cca. 945-cca. 994)
- Torino: Manfred I (margraf din familia Arduinicilor, 977-1000)
- Toscana: Ugo cel Mare (margraf din familia Bosonizilor, 961-1001; ulterior, duce de Spoleto, 989-996)
- Toulouse: Guillaume al III-lea Taillefer (conte, 950-1037)
- Ungaria: Geza (conducător din dinastia Arpadiană, 970-997)
- Veneția: Tribuno Memmo (doge, 979-991)
- Verona: Otto I (margraf din dinastia Saliană, 978-985, 995-1004; totodată, duce de Carintia, 978-985, 1002-1004)

## Africa
- Fatimizii: al-Aziz bi-llah (Nizar Abu Mansur ibn al-Muizz) (calif din dinastia Fatimizilor, 975-996)
- Kanem-Bornu: Adyoma (cca. 961-cca. 1019)
- Zirizii: Abu'l-Futuh Iusuf Buluggin ibn Ziri (emir din dinastia Zirizilor, 972-984)

## Asia

### Orientul Apropiat
- Bizanț: Vasile al II-lea Bulgaroctonul (împărat din dinastia Macedoneană, 976-1025)
- Buizii din Fars și Khuzistan: Adud ad-Daula Abu Șudja Fanna-Khusrau ibn Rukn ad-Daula (emir din dinastia Buizilor, 949/950-983; totodată, emir în Kerman, 949/950-983; totodată, emir în Irak, 978-983)
- Buizii din Kerman: Adud ad-Daula Abu Șudja Fanna-Khusrau ibn Rukn ad-Daula (emir din dinastia Buizilor, 949/950-983; totodată, emir în Fars și Khuzistan, 949/950-983; totodată, emir în Irak, 978-983)
- Buizii din Hamadan și Isfahan: Muayyad ad-Daula Abu Mansur Buya ibn Rukn ad-Daula (emir din dinastia Buizilor, 976-983)
- Buizii din Irak: Adud ad-Daula Abu Șudja Fanna-Khusrau (978-983; totodată, emir în Fars și Khuzistan, 949/950-983; totodată, emir în Kerman, 949/950-983)
- Buizii din Ray: Fahr ad-Daula Abu'l-Hassan Ali (emir din dinastia Buizilor, 976-997; ulterior, emir în Hamadan și Isfahan, 983-997)
- Califatul abbasid: Abu'l-Fadl Abd al-Karim ibn al-Muttaki (calif din dinastia Abbasizilor, 974-991)
- Fatimizii: al-Aziz bi-llah (Nizar Abu Mansur ibn al-Muizz) (calif din dinastia Fatimizilor, 975-996)
- Ghaznavizii: Nasr ad-Daula Abu Mansur Sebuktegin (emir din dinastia Ghaznavizilor, 977/978-997)
- Samanizii: al-Amir ar-Rida Nuh al II-lea ibn Mansur (emir din dinastia Samanizilor, 976-997)

### Orientul Îndepărtat
- Birmania, statul Arakan: Yehpyu (rege, 964-994)
- Birmania, statul Mon: Attatha (rege, 967-982)
- Cambodgea, Imperiul Kambujadesa (Angkor): Jayavarman al V-lea (Paramaviraloka) (împărat, 968-1001)
- Cambodgea, statul Tjampa: Paramesvaravarman I (rege din a șasea dinastie, ?-982) (?)
- China: Taizong (împărat din dinastia Song de nord, 976-997)
- China, Imperiul Qidan Liao: Jingzong (împărat, 969-982)
- Coreea, statul Koryo: Kyongjong (Wang Chu) (rege din dinastia Wang, 976-981)
- Ghaznavizii: Nasr ad-Daula Abu Mansur Sebuktegin (emir din dinastia Ghaznavizilor, 977/978-997)
- India, statul Chalukya apuseană: Tallapa (Talla) al II-lea (rege, 973-997)
- India, statul Chalukya răsăriteană: Jata Choda-Bhima (rege, 973-999)
- India, statul Chola: Madhurantaka Uttama Chola (rege, 973-985)
- India, statul Gurjara Pratihara: Vijayapala (rege, cca. 960-?)
- Japonia: En-yu (împărat, 969-984)
- Kashmir: Bhimagupta (rege din dinastia Parvagupta, 976-981)
- Nepal: Gunakamadeva al II-lea (rege din dinastia Thakuri, cca. 946-997)
- Sri Lanka: Mahinda al V-lea (sau Mahendra) (rege din dinastia Silakala, 979-1015/1027)
- Vietnam, statul Dai Co Viet: Dinh De-Toan (Dinh Tue) (rege din dinastia Dinh, 979-981)

## America
- Toltecii: Matlacxochitl (conducător, 947-983)